# Gare d'Anvers-Sud
Pour les articles homonymes, voir Gare d'Anvers (homonymie) et Gare du Sud (homonymie).
La gare d'Anvers-Sud (en néerlandais : station Antwerpen-Zuid) est une gare ferroviaire belge de la SNCB sur les lignes 52 et 59, située dans le district de Anvers dans la ville du même nom.

## Histoire
Les activités de transport de marchandises[Quoi ?] se développèrent sur la rive droite, au sud d'Anvers, en 1874 ; En 1878, une première gare marchandises[réf. nécessaire] appelée Anvers-Sud ou Station du sud est mise en service[Où ?]. Elle date de la même année que la fin des travaux de la ligne des forts (ligne 52/1) ainsi que des gares d'Hoboken-Polder et Wilrijk ;
En 1882, les voies marchandises sont reliées aux quais de l'Escaut. L'ensemble des voies marchandises se développe progressivement.

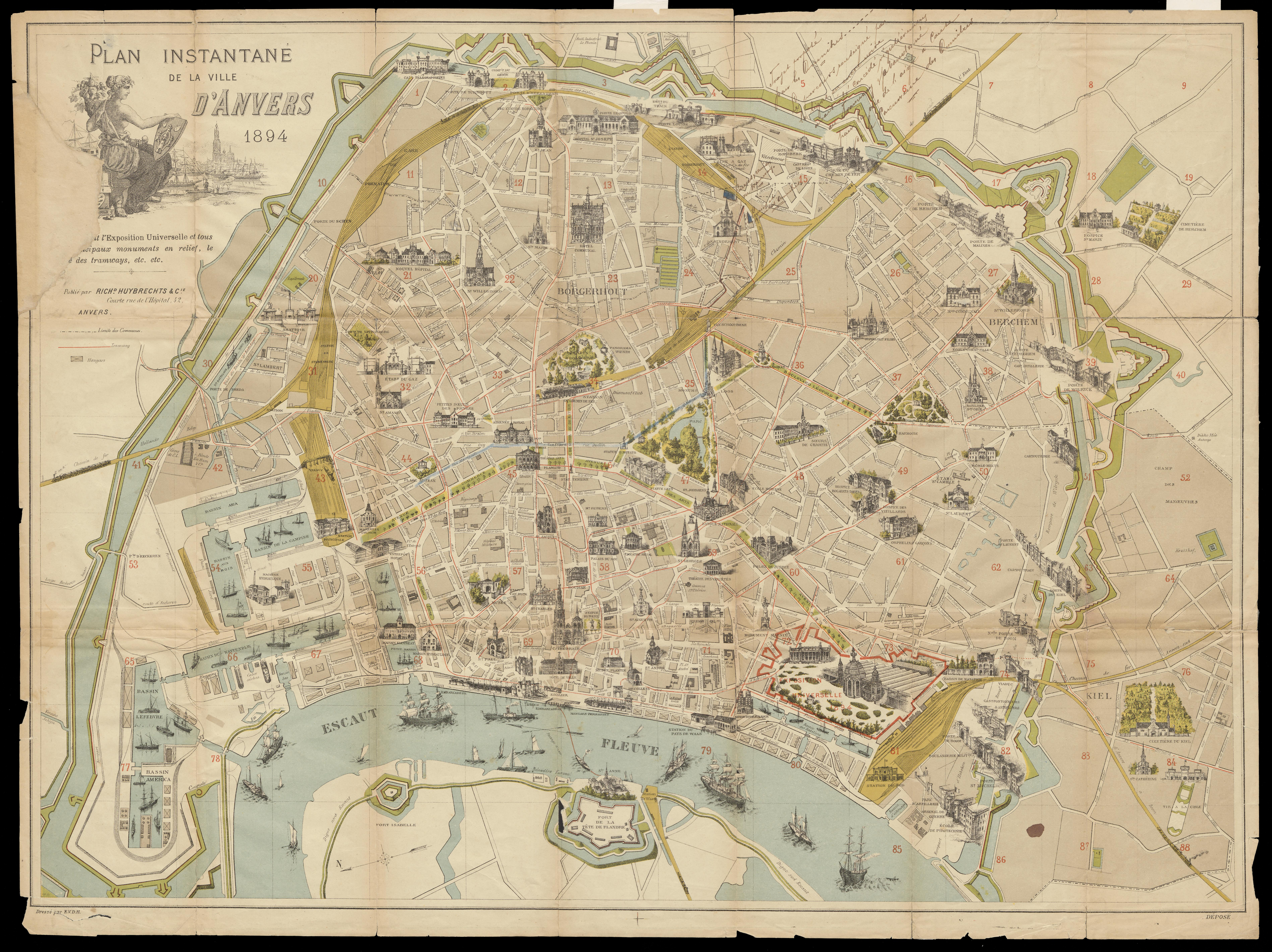
Plan de la ville et de l'exposition de 1894 où se trouvent les voies marchandises ainsi que la gare provisoire.

Pour l'exposition universelle de 1894, les terrains situés de part et d'autre de la station du Sud sont utilisés pour les pavillons, halls et parcs de l'exposition. À cette occasion, une gare provisoire est construite pour les voyageurs. C'est à cette occasion que sont construites deux[pas clair] portions de ligne se connectant à Anvers-Sud : une ligne directe entre Wilrijk et Anvers-Sud (future portion de la ligne 25A) ; une ligne vers Hoboken (future portion de la ligne 52). Comme de nombreuses expositions internationales et universelles en Belgique (1885/1888, 1905, 1910, 1913...), l’exposition de 1894 donna lieu à la création de nouveaux quartiers autour et sur le site de l'exposition. C'est pour desservir cette partie de la ville qu'on décida, de construire une gare monumentale à destination des voyageurs.
Les travaux de construction de la gare commencèrent à la fin des années 1890 et la gare d'Anvers-Sud ne fut inaugurée vers 1902 / 1903. C'est à la même époque que la gare, en bois, d'Anvers-Central, est remplacé par le bâtiment actuel.

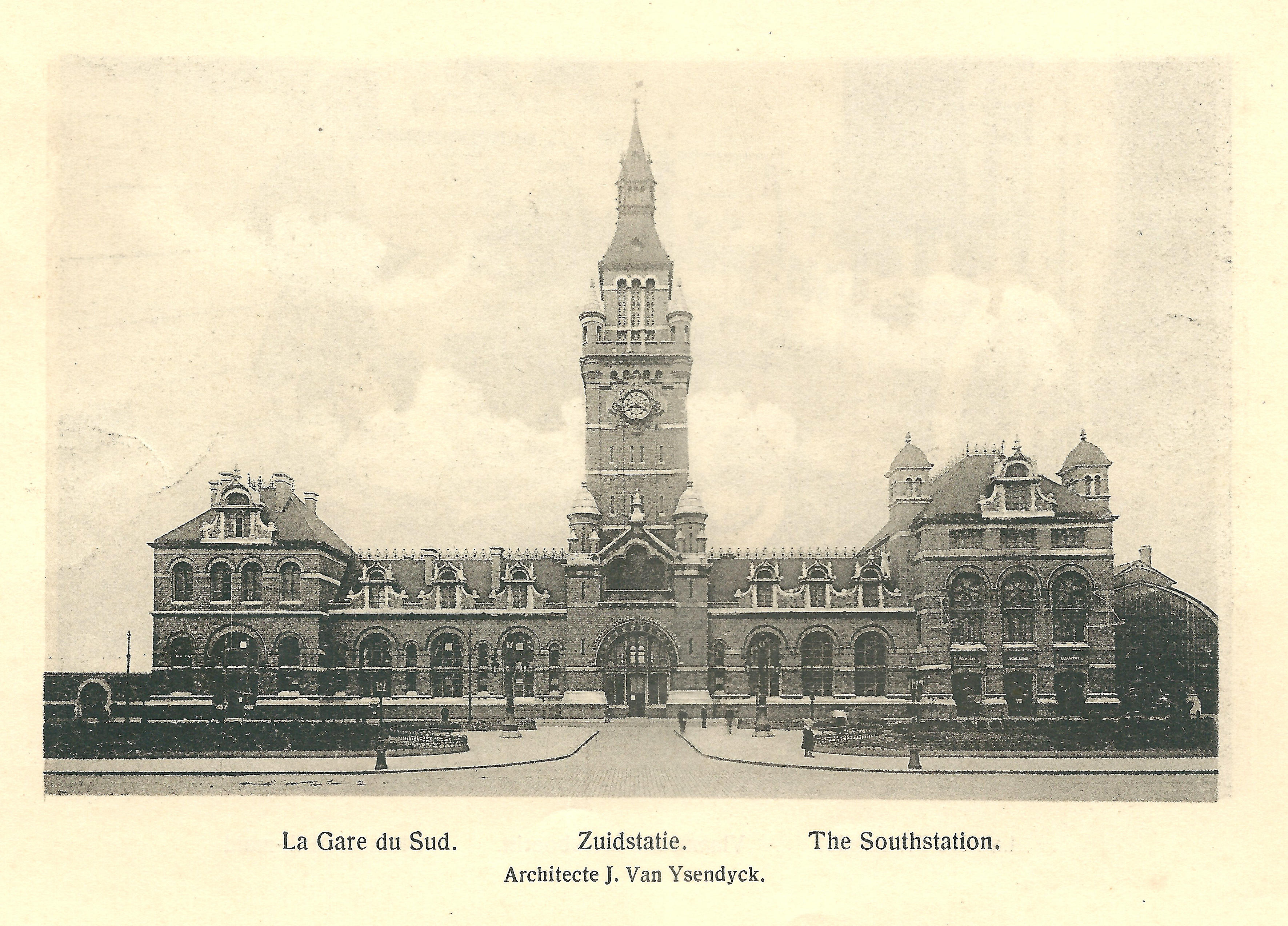
Bâtiment de la gare

Le bâtiment de la gare est un imposant édifice, légèrement asymétrique, de style néo-Renaissance flamande à la façade de briques, comportant une haute tour centrale, deux ailes latérales et deux pavillons d'extrémité. Le pavillon de droite, plus haut, masque une longue aile en briques, perpendiculaire aux neuf voies en impasse (la façade du bâtiment principal est parallèle aux voies ; ce bâtiment ayant une forme de L). Une grande halle en fer forgé était accolée à l'aile perpendiculaire ; elle servait au stationnement des coches et attelages.

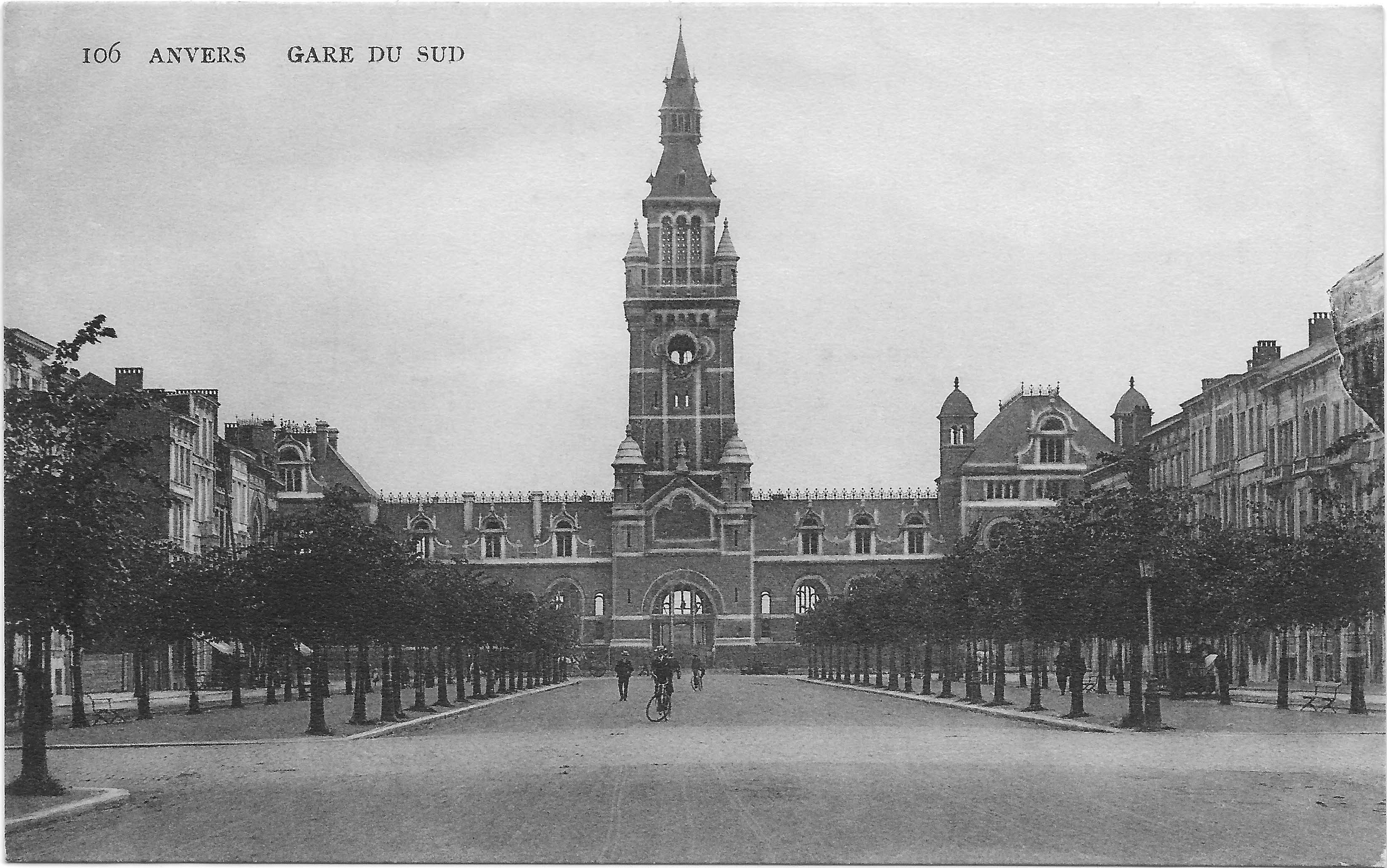
La gare vers 1920.

Comme de nombreuses grandes gares belges (Charleroi-Sud, Liège-Guillemins...) la façade devait donner l'impression d'une gare en impasse où les voies étaient perpendiculaires au bâtiment (dans le style des grandes gares bruxelloises et parisiennes).
Au début du XXe siècle, la gare d'Anvers-Sud est, pour les marchandises, un accès important au port d'Anvers ainsi que le terminus (marchandises et voyageurs) des lignes suivantes : ligne 25A vers Malines (prévue pour servir de ligne express entre Bruxelles, Malines et Anvers) ; ligne 52/1 (ligne des forts) vers Mortsel ; ligne 52 vers Boom et Termonde ; et ligne 61 vers Boom et Alost.
Bien que prévue pour avoir une importance proche de celle d'Anvers-Central, la gare d'Anvers-Sud eut du mal à remplir le rôle qui lui était assigné : la plupart des lignes restant des lignes secondaires (la ligne 25A ferma en partie aux voyageurs dès les années 1930). L’électrification de la ligne 25 en 1935 et de la ligne 27 (prévue au début des années 1940 mais reportée à 1950), achevèrent de retirer à Anvers-Sud les trains vers Malines et Bruxelles.
En 1965, la construction du tunnel Kennedy sous l’Escaut ainsi que d'un échangeur autoroutier et d'une nouvelle portion de la ligne 59 (entre Anvers-rive-gauche et Anvers-Berchem), eurent pour conséquence la démolition de la gare monumentale, ainsi qu'une partie des faisceaux marchandises.

### La nouvelle gare
Sur la nouvelle portion de la ligne 59, qui se connecte à une déviation de la ligne 52 réalisée à cette occasion, une halte ferroviaire à quatre voies fut réalisée à 500 m de l'ancienne gare. Elle accueille désormais des trains de la ligne 59 vers Lokeren et des trains de la ligne 52 vers Boom.
La plupart des faisceaux marchandises, d'Anvers-Sud, qui existaient encore à la fin des années 1980, furent démontées, au plus tard dans les années 2000.

## Service des voyageurs

### Accueil
Halte SNCB, c'est un point d'arrêt non géré (PANG) à accès libre. L'accès aux quais s'effectue par le pont où se trouve un automate pour la vente de titres de transport.

### Desserte
La gare d'Anvers-Sud est desservie par des trains InterCity (IC), Omnibus (L) et Suburbains (S) de la SNCB parcourant les lignes commerciales 52 et 59 (voir brochures SNCB)
En semaine, la gare possède six dessertes à l'heure :
- des trains IC-02 : Ostende - Bruges - Gand-Saint-Pierre - Saint-Nicolas - Anvers-Central ;
- des trains IC-28 : Anvers-Central - Saint-Nicolas - Gand-Saint-Pierre - Lichtervelde - La Panne ;
- des trains S32 de Puers à Essen et de Puers à Rosendael (Pays-Bas) ;
- des trains S34 de Saint-Nicolas à Anvers-Central et de Lokeren à Anvers-Central, une partie de ces derniers étant prolongés entre Termonde et Lokeren.

Les week-ends et jours fériés, il n'y a que trois trains par heure : des IC-02 et S32 Puers - Rosendael ainsi que des trains S53 desservant toutes les gares entre Gand-Saint-Pierre et Anvers-Central. Durant les vacances d'été deux trains dits touristiques (ICT) relient Anvers-Central à Blankenberge (le matin, retour en soirée) et s'arrêtent à Anvers-Sud.

La gare en 2017
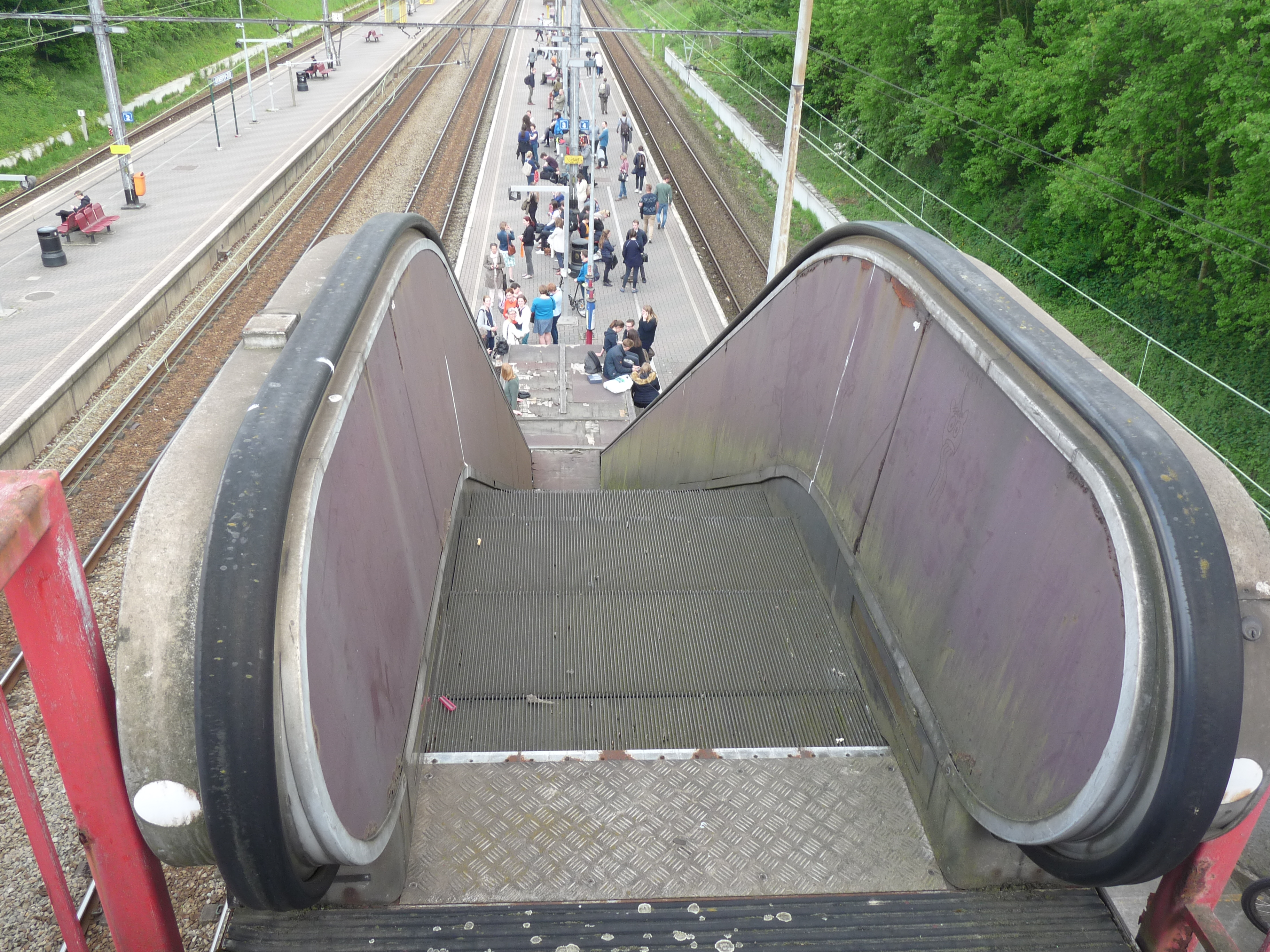
Voies et quais.
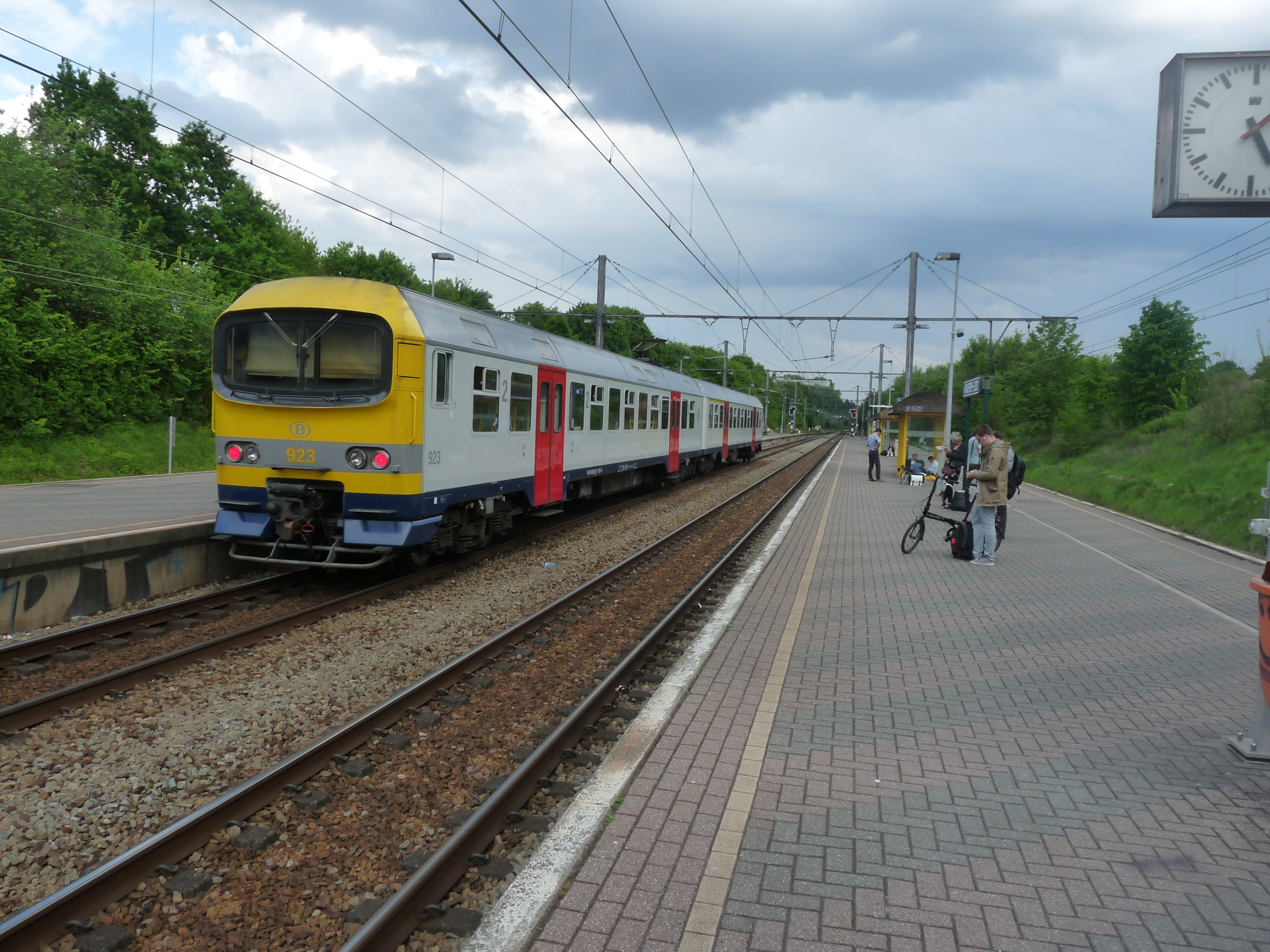
Train à quai.
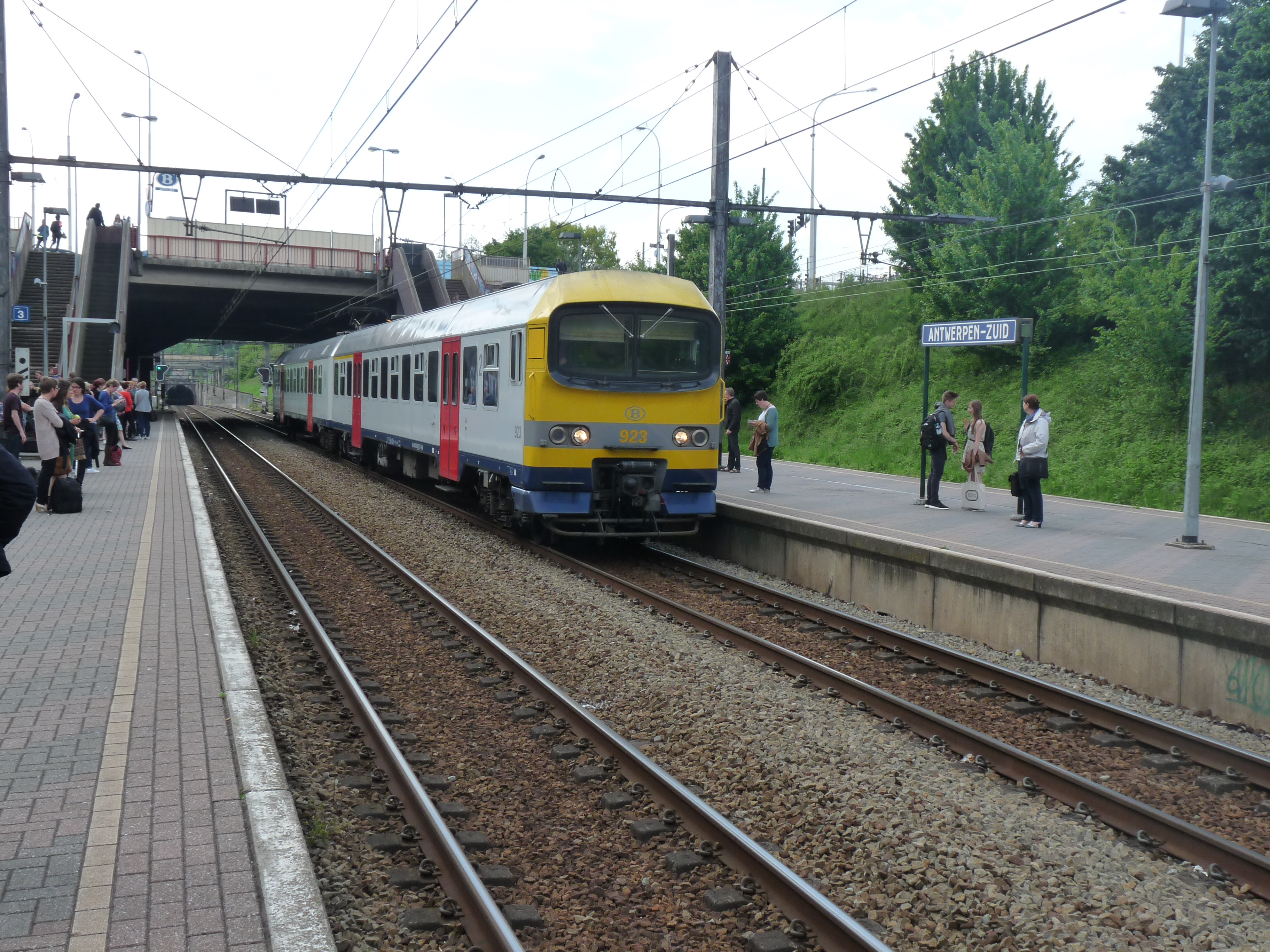
Quais de la gare et tunnel Kennedy.

### Intermodalité
La gare d'Anvers-Sud est desservie par les lignes 4 et 10 du tramway d'Anvers.

## Comptage voyageurs
Ce graphique et tableau montre le nombre de voyageurs embarquant en moyenne durant la semaine, le samedi et le dimanche.
| Nombre de passagers qui embarquent à la gare d'Anvers-Sud | Nombre de passagers qui embarquent à la gare d'Anvers-Sud | Nombre de passagers qui embarquent à la gare d'Anvers-Sud | Nombre de passagers qui embarquent à la gare d'Anvers-Sud |
|                                                           | Semaine                                                   | Samedi                                                    | Dimanche                                                  |
| --------------------------------------------------------- | --------------------------------------------------------- | --------------------------------------------------------- | --------------------------------------------------------- |
| 1977                                                      | 1 730                                                     | 143                                                       | 84                                                        |
| 1978                                                      | 1 785                                                     | 168                                                       | 125                                                       |
| 1979                                                      | 1 886                                                     | 133                                                       | 67                                                        |
| 1980                                                      | 1 847                                                     | 112                                                       | 90                                                        |
| 1981                                                      | 1 999                                                     | 128                                                       | 98                                                        |
| 1982                                                      | 2 137                                                     | 127                                                       | 65                                                        |
| 1983                                                      | 2 151                                                     | 98                                                        | 76                                                        |
| 1984                                                      | 1 672                                                     | 66                                                        | 71                                                        |
| 1985                                                      | 1 432                                                     | 92                                                        | 49                                                        |
| 1986                                                      | 1 412                                                     | 64                                                        | 43                                                        |
| 1987                                                      | 920                                                       | 91                                                        | 83                                                        |
| 1988                                                      | 1 126                                                     | 103                                                       | 73                                                        |
| 1989                                                      | 1 019                                                     | 78                                                        | 74                                                        |
| 1990                                                      | 954                                                       | 84                                                        | 59                                                        |
| 1991                                                      | 831                                                       | 69                                                        | 59                                                        |
| 1992                                                      | 750                                                       | 83                                                        | 69                                                        |
| 1993                                                      | 733                                                       | 58                                                        | 46                                                        |
| 1994                                                      | 759                                                       | 36                                                        | 42                                                        |
| 1995                                                      | 796                                                       | 26                                                        | 20                                                        |
| 1996                                                      | 961                                                       | 35                                                        | 39                                                        |
| 1997                                                      | 830                                                       | 35                                                        | 18                                                        |
| 1998                                                      | 1 000                                                     | 33                                                        | 16                                                        |
| 1999                                                      | 1 030                                                     | 33                                                        | 18                                                        |
| 2000                                                      | 1 160                                                     | 14                                                        | 33                                                        |
| 2001                                                      | 1 014                                                     | 44                                                        | 21                                                        |
| 2002                                                      | 1 017                                                     | 35                                                        | 31                                                        |
| 2003                                                      | 1 114                                                     | 41                                                        | 30                                                        |
| 2004                                                      | 1 274                                                     | 47                                                        | 18                                                        |
| 2005                                                      | 1 428                                                     | 36                                                        | 44                                                        |
| 2006                                                      | 1 316                                                     | 45                                                        | 40                                                        |
| 2007                                                      | 1 460                                                     | 72                                                        | 71                                                        |
| 2008                                                      | -                                                         | -                                                         | -                                                         |
| 2009                                                      | 1 182                                                     | 68                                                        | 62                                                        |
| 2010                                                      | -                                                         | -                                                         | -                                                         |
| 2011                                                      | -                                                         | -                                                         | -                                                         |
| 2012                                                      | 1 646                                                     | 30                                                        | -                                                         |
| 2013                                                      | 1 582                                                     | 144                                                       | 188                                                       |
| 2014                                                      | 1 928                                                     | 131                                                       | 163                                                       |
| 2015                                                      | 1 769                                                     | 257                                                       | 205                                                       |
| 2016                                                      | 1 918                                                     | 590                                                       | 516                                                       |
| 2017                                                      | 2 381                                                     | 344                                                       | 317                                                       |
| 2018                                                      | 2 594                                                     | 475                                                       | 578                                                       |
| 2019                                                      | 3 262                                                     | 164                                                       | 175                                                       |
| 2020                                                      | 1 852                                                     | 435                                                       | 409                                                       |
| 2021                                                      | -                                                         | -                                                         | -                                                         |
| 2022                                                      | 2 954                                                     | 658                                                       | 634                                                       |
| 2023                                                      | 3 338                                                     | 658                                                       | 808                                                       |
| 2024                                                      | 3 605                                                     | 835                                                       | 758                                                       |